# جان آیکین
جان آیکین (انگلیسی: John Aikin؛ ۱۵ ژانویهٔ ۱۷۴۷ – ۷ دسامبر ۱۸۲۲) یک پزشک، و نویسنده اهل انگلستان بود.

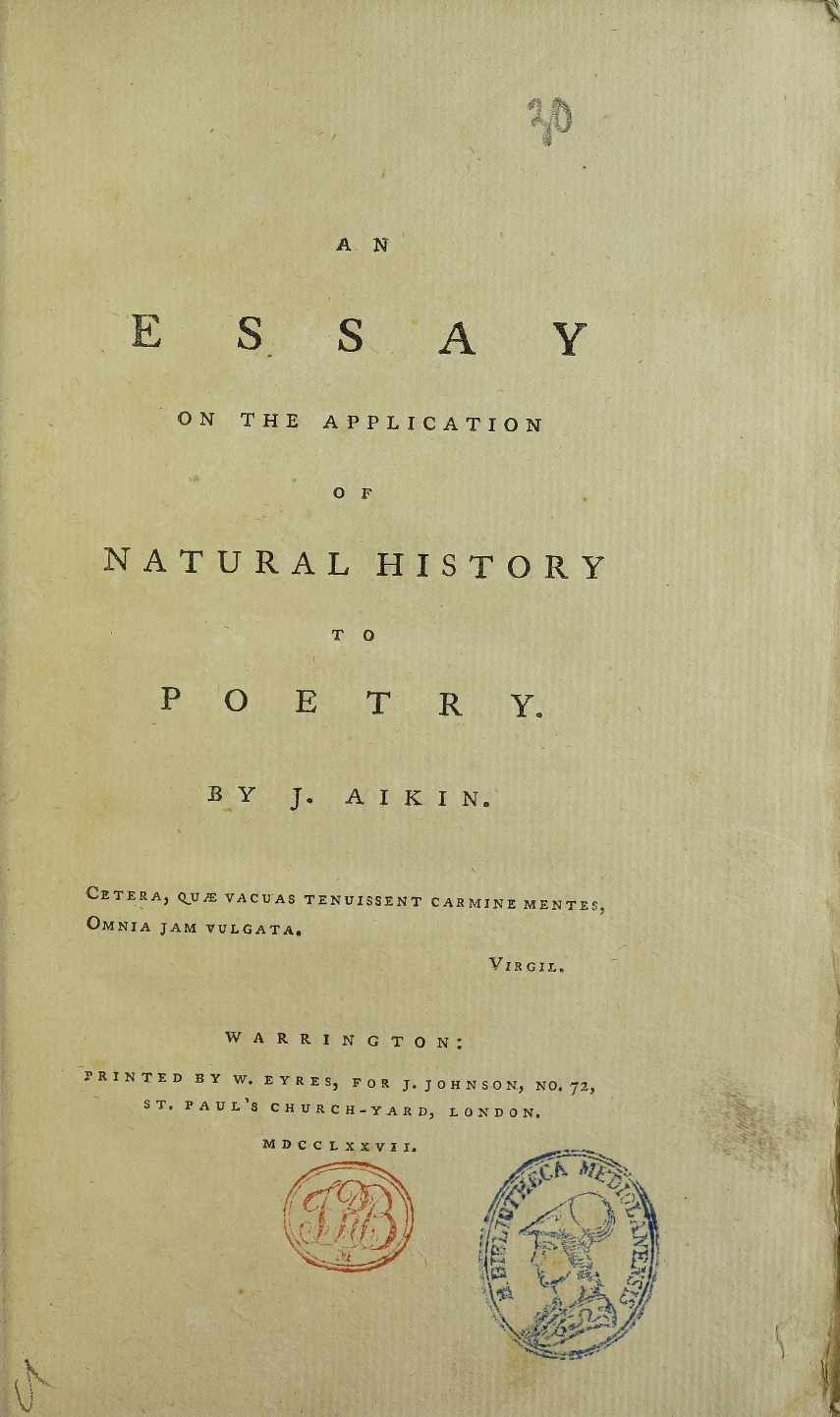
Essay on the application of natural history to poetry, 1777